# 리터 오브 라이트

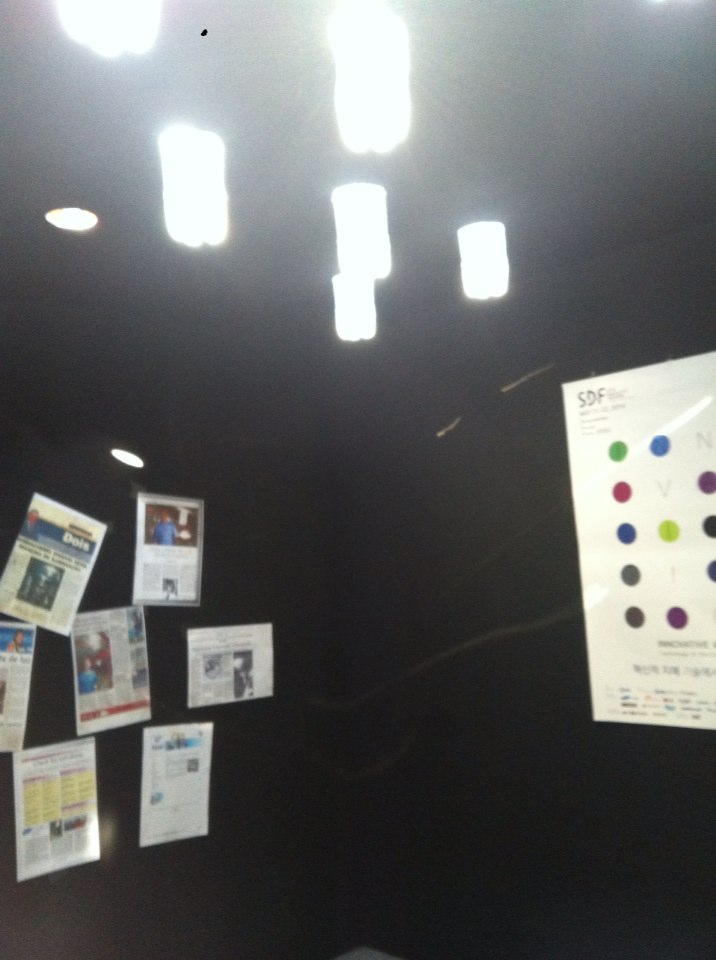
2014 서울디자인포럼(Seoul Design Forum)에 전시된 모저램프

리터 오브 라이트(Liter of Light)는 비영리재단인 'MyShelter Foundation(나의 피난처)'에 의해 시행 중인, 얇은 지붕이 있는 주거 환경에 생태적으로 지속가능하고 비용이 들지 않는 내부 조명을 제공해주는 국제적 오픈 소스(Open source)운동이다.

## 모저 램프
개발자의 이름(Alfred Moser)을 따 '모저 램프(Moser lamp)'라 불리는 이 조명은 다음의 간단한 과정을 통해 제작 및 시공 된다.
먼저 음료수 병으로 주로 이용되는 1.5-2L 들이의 투명한 플라스틱 병을 물로 가득 채운다. 다음으로 여기에 녹조류가 생기는 걸 막기 위한 약간의 표백제를 넣는다. 마지막으로 지붕에 구멍을 뚫어 병을 꼭 맞게 끼운다. 이렇게 설치된 병은 낮 시간 동안 햇빛을 반사시켜 실내를 밝히게 되며, 그 밝기는 40-60 watt 규격의 백열전구 하나에 달한다. 그리고 일반적인 상황에서 이 장치는 5년간 지속될 수 있다.

## 현황
리터 오브 라이트 운동은 필리핀에서 시작되어 2014년 기준 28,000 가구, 70,000명에 달하는 마닐라 시민들에게 보급되었으며
2015년까지 백만 빈민가구에 보급을 목표로 현재 인도, 인도네시아, 스위스 등지로 확산 중이다.

## 국가

### 방글라데시
재생에너지 및 위생에 관련한 사회적 기업인 CHANGE를 통해 현지 도입되었다 , a youth-based voluntary organization which works for environmental development and social business innovation.

### 브라질
상파울로 등지에 보급 중이다.